# Philippe Gustave le Doulcet, Conde de Pontécoulant
Philippe Gustave Doulcet, Conde de Pontécoulant (1795–1874) fue un astrónomo francés, que calculó con gran precisión la órbita del retorno del cometa Halley en 1829.

## Semblanza
Philippe Gustave era el hijo más joven de Louis Gustave le Doulcet y hermano de Louis-Adolphe Pontécoulant. Alumno de la Ecole Polytechnique en 1811 con 16 años de edad, sirvió en el ejército hasta 1849. Tras retirarse con el grado de coronel, se dedicó al estudio de las matemáticas y de la astronomía.
En 1829 utilizó exitosamente los métodos matemáticos desarrollados por Poisson y por Lagrange para pronosticar el regreso del cometa Halley con gran precisión. Su predicción del paso del perihelio tuvo un error de tan solo dos días.
A pesar de sus sobrados méritos, nunca fue miembro de la Academia de Ciencias de Francia. Sin embargo, fue miembro extranjero de la Royal Society, de la Sociedad Astronómica de Londres, de la Academia de Ciencias de Berlín y de la de Palermo.

## Publicaciones
- 1829-1846, "Théorie Analytique du Système du Monde", Paris.
- 1840, "Traité élémentaire de Physique Céleste", Paris, 2 volumes.
- 1864, "Notice sur la comète de Halley et ses apparitions successives de 1531 à 1910", Comptes rendus hebdomadaires des séances de l’Académie des sciences, 58, 706-709

## Eponimia
- El cráter lunar Pontécoulant lleva este nombre en su memoria.[2]